# 富尼兰迪亚
富尼兰迪亚是巴西米纳斯吉拉斯州的一个市镇。总面积201.656平方公里，总人口3639人，人口密度18人/平方公里。